# Catarhoe mazeli
Catarhoe mazeli is een vlinder uit de familie spanners (Geometridae). De wetenschappelijke naam is voor het eerst geldig gepubliceerd in 2008 door Viidalepp.
De soort komt voor in Europa.